# Thaba Chweu
Thaba Chweu (officieel Thaba Chweu Local Municipality) is een gemeente in het Zuid-Afrikaanse district Ehlanzeni.
Thaba Chweu ligt in de provincie Mpumalanga en telt 98.387 inwoners.

## Hoofdplaatsen
Het nationaal instituut voor de statistiek, Stats SA, deelt sinds de census 2011 deze gemeente in in 17 zogenaamde hoofdplaatsen (main place):
Blyde River Canyon Nature Reserve • Bosoord • Brooklands • Buffelskloof • Graskop • Leroro • Lisbon • Lydenburg • Mashishing • Matibidi • Moremela • Pilgrim's Rest • Sabie • Simile • Sterkspruit • Thaba Chweu NU • Vertroosting.